# كأس السوبر التشيلي 2014
بطولة كأس السوبر التشيلي  هي النسخة الثانية من بطولة كأس السوبر التشيلي، لعب يوم 3 مايو 2014 في استاد سان كارلوس دي أبوكيوندو، بين فريق أوهيجينس الفائز بالدوري وفريق ديبورتيس إيكويكو الفائز بكأس تشيلي. وقد انتهت المباراة بفوزأوهيجينس بالمباراة بنتيجة 3–2 بركلات الترجيح بعد انتهاء الوقت الأصلي بالتعادل الإيجابي بين الفريقين بهدف لكل منهما ليحصد لقبه الأول في تاريخ البطولة.

## التفاصيل
| أوهيجينس    | 1–1 | ديبورتيس إيكويكو |
| ----------- | --- | ---------------- |
| فيغيروا 39' |     | رودريغو 6'       |

| أوهيجينس | ديبورتيس إيكويكو |

| الحكام المساعدون: فرانسيسكو خوان الحكم الرابع: كارلوس أويوا | قوانين المباراة - 90 دقيقة. - ركلات جزاء ترجيحية إذا استمرت النتيجة متعادلة. - سبعة لاعبين بدلاء يتم تسجيل أسمائهم. - يمكن استخدام ثلاثة منهم على الأكثر. |